# Rhaphiptera punctulata
Rhaphiptera punctulata är en skalbaggsart som beskrevs av Thomson 1868. Rhaphiptera punctulata ingår i släktet Rhaphiptera och familjen långhorningar. Inga underarter finns listade i Catalogue of Life.